# Spectrométrie gamma

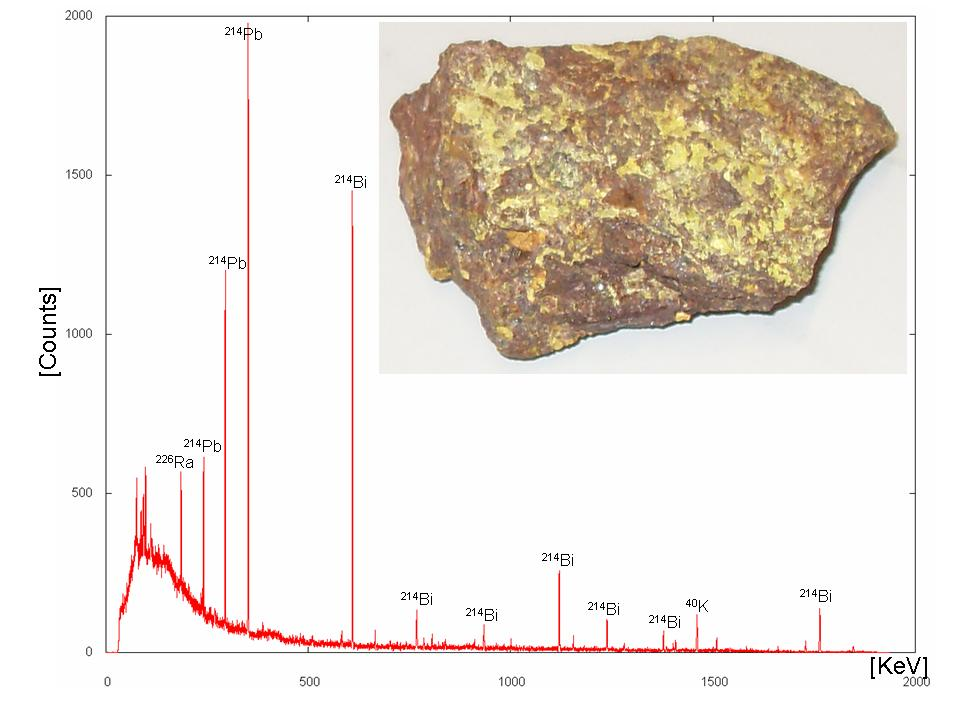
Spectre gamma d'un minerai d'uranium : permet d'identifier la présence des radionucléides ^{226}Ra, ^{214}Pb, ^{214}Bi de la chaîne de désintégration de l'uranium.

La spectrométrie gamma est une technique de mesure nucléaire permettant d'identifier certains éléments radioactifs par la mesure de l'énergie des rayonnements gamma qu'ils émettent. Elle diffère de la technique du compteur Geiger, qui ne détecte que la présence de rayonnements gamma sans fournir d'information sur la nature de la source détectée.
La mesure par spectrométrie gamma permet de construire des spectres, qui sont des histogrammes donnant les quantités de photons détectés en fonction de leur énergie.

## Principe
Les noyaux atomiques ont une structure en niveaux d'énergie comparable à celle des niveaux d'énergie des atomes, de sorte qu'ils peuvent émettre (ou absorber) des photons d'énergie particulière. Comme les atomes, les niveaux d'énergie des noyaux sont caractéristiques de chaque espèce d'atome. De sorte que l'énergie des photons gamma émis, qui correspond aux différences d'énergie dans les noyaux, peuvent servir à identifier des éléments et des isotopes. La différenciation entre les rayons gamma d'énergies légèrement différentes est fondamentale dans l'analyse des spectres qui peuvent être complexes. La qualité d'un spectromètre gamma dépend donc étroitement de sa résolution en énergie, c'est-à-dire de la précision avec laquelle l'énergie des photons est mesurée.
Les photons gamma sont détectables à l'aide de matériaux sensibles aux dépôts d'énergie lors des interactions avec des rayons gamma. Trois effets physiques sont à l'origine de dépôt d'énergie dans la matière par les photons gamma :
- l'effet photoélectrique ;
- l'effet Compton ;
- l'effet de création de paires.

## Instrumentation
Les détecteurs et leurs systèmes associés permettant de produire des données spectrométriques font partie de la famille de l'instrumentation nucléaire.
Les trois grandes familles de spectromètres gamma sont :
- les détecteurs à scintillation ;
- les détecteurs à semi-conducteurs ;
- les détecteurs à gaz.

## Couplage à un détecteur à germanium de haute pureté
Dans un spectromètre gamma à haute résolution, les rayons gamma interagissent avec un détecteur au germanium de haute pureté (HPGe), amenant la production de paires d’électrons excités à un niveau plus élevé énergétiquement, laissant un « trou » dans son ancien niveau. Cette paire chargée est collectée par un champ électrique appliqué. Un amplificateur amplifie les impulsions de la charge électrique résultant de l’interaction avec le photon gamma. Des analyseurs informatisés sont utilisés pour séparer et ranger les impulsions selon l’énergie absorbée dans le cristal. L’émission gamma produite par les radionucléides de l’échantillon est mesurée sous forme de taux de comptage en fonction du domaine d’énergie caractéristique de ce radionucléide. Des corrections peuvent être apportées pour la contribution d’autres radionucléides.
Le grand avantage de cette technique est sa capacité à mesurer les émissions de rayons gamma directement dans l’échantillon, sans avoir à faire une séparation chimique préalable. Elle permet de plus une analyse quantitative des radionucléides de l’échantillon. Toutefois, l'inconvénient majeur est l'auto-absorption (absorption des rayons gamma dans la matière de l'échantillon lui-même), qui demandent souvent des simulations poussées pour obtenir des résultats satisfaisants.

### Matériel
Le système de spectroscopie gamma complet comprend un détecteur au germanium refroidi par azote liquide, un analyseur multicanal et un ordinateur puissant équipé d'un logiciel de traitement. Des standards de radionucléides ayant la même géométrie que les échantillons sont utilisés.
La fabrication d'un détecteur se fait par conversion d’une face d’un bloc de germanium au type de semi-conducteur opposé, par évaporation et diffusion ou par implantation ionique. Une couche positive est créée sur une face et la polarisation inverse est appliquée au détecteur. Cela crée une couche appauvrie dans le matériau. Ceci est la base de toute fabrication de détecteur au germanium. L’efficacité relative peut être estimée en divisant le volume actif du détecteur par 4,33. En 2003, le plus grand détecteur au germanium de haute pureté fabriqué était fait de 4,4 kg de germanium, avec une efficacité relative de 207,6 %.
Les détecteurs conventionnels HPGe de grande capacité sont généralement limités aux taux de comptage de l'ordre de dix mille coups par seconde, cependant leur efficacité est limitée dans les hauts débits de comptage. Pour y remédier, un nouveau prototype de détecteur HPGe a été conçu en 2015 afin d'atteindre la résolution voulue avec un taux de comptage de plus d'un million de coups par seconde. Les tests de ce premier prototype ont donné de bonnes performances et un faible bruit de fond.
Les détecteurs au germanium de haute pureté restent la norme pour la spectroscopie gamma à haute résolution. Leur excellente résolution en énergie en fait des détecteurs de choix pour les applications aussi diverses que la recherche en physique nucléaire et l'imagerie médicale. Lorsque l'identification et la quantification des isotopes sont nécessaires, la résolution des détecteurs HPGe minimise les incertitudes, ce qui est particulièrement utile pour les spectres complexes. Le HPGe est plus adapté que le détecteur à scintillation solide à la surveillance de la radioactivité de plusieurs radionucléides dans les produits provenant des entreprises du secteur nucléaire .

### Applications
La technique est applicable à la mesure de tout radionucléide émettant des rayons gamma d'énergie supérieure à 20 keV. Elle convient aux mélanges complexes de radionucléides, et de plus l’échantillon peut être sous forme liquide ou gazeuse. La méthode est appliquée à une grande variété d'aliments, allant des légumes aux produits d’origine animale.
L’un des grands défis analytiques est l'analyse des radionucléides dans les météorites martiennes. Compte tenu de la haute valeur scientifique de ces météorites, l'intérêt de la technique est sa capacité à effectuer des analyses non destructives . Les météorites martiennes collectées ont été éjectées de Mars à la suite d'impacts d'astéroïdes ou de comètes avant de retomber sur Terre. Elles sont porteuses d'informations sur les caractéristiques et la composition du sol martien jusqu'à une certaine profondeur. Ces échantillons sont particulièrement intéressants, parce qu’il n’y a pas actuellement d'autre possibilité pour étudier le sous-sol de la planète Mars. Sur 61 000 météorites trouvées sur Terre, seulement 132 ont été identifiées comme martiennes. L’origine martienne est reconnue par leurs compositions élémentaire et isotopique, et par les gaz atmosphériques piégés identiques à l'atmosphère martienne. En effet, ces gaz sont comparés avec ceux analysés par les sondes spatiales.